# Rozhledna Holedná
Rozhledna Holedná je ocelová vyhlídková věž, která byla v roce 2020 postavena na bezejmenném vrcholu na úbočí kopce Holedná, nad brněnskými čtvrtěmi Jundrov a  Komín.

## Historie
Výstavba rozhledny byla inicializována v rámci participativního rozpočtování. Původní návrh počítal s dvacetimetrovou rozhlednou ze dřeva, avšak hrozilo, že by stavbu brzy přerostly okolní stromy. Návrh zpracovali architekti z ateliéru TJ Architekti.
Stavba rozhledny byla zahájena v únoru 2020 a v prosinci 2020 byla slavnostně otevřena. V roce 2020 zvítězila v anketě rozhledna roku.

## Konstrukce
Konstrukce rozhledny je více než 35 m vysoká, ocelová, pozinkovaná konstrukce. Vřetenové ocelové schodiště s 208 roštovými schody nese vyhlídkovou plošinu ve výšce 34,3 m. Kolem schodiště je napjato 2×16 zkřížených ocelových táhel, tvořících rotačně hyperbolickou plochu. Technicistní vzhled stavby podtrhuje pletivové zábradlí. Na vrcholu plošiny je umístěno světelné překážkové návěstidlo.
Rozhledna a její konstrukce má připomínat kmen dubu. Jedná se o nejvyšší rozhlednu na území Brna.

## Fotogalerie

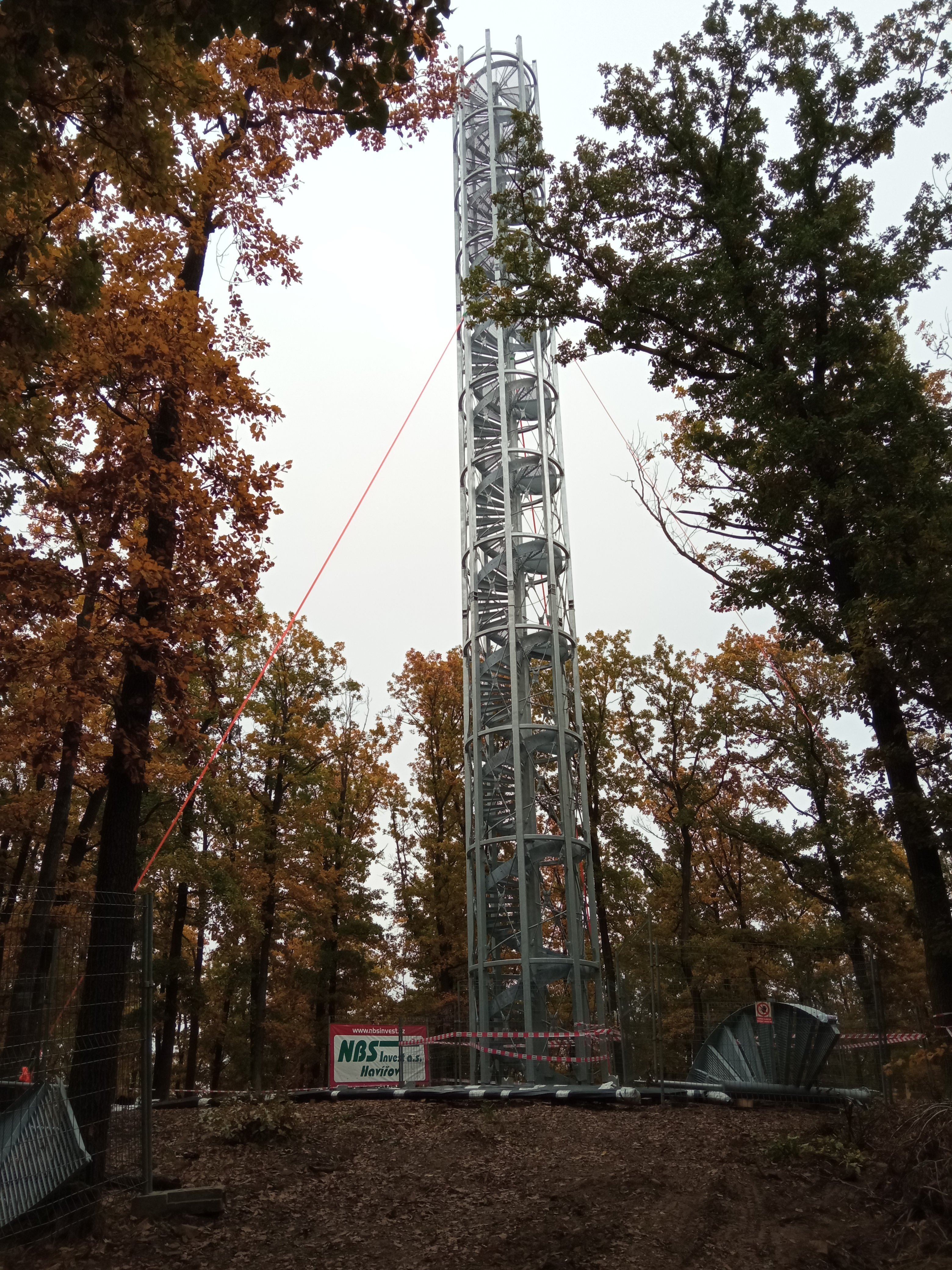
Rozestavěná věž
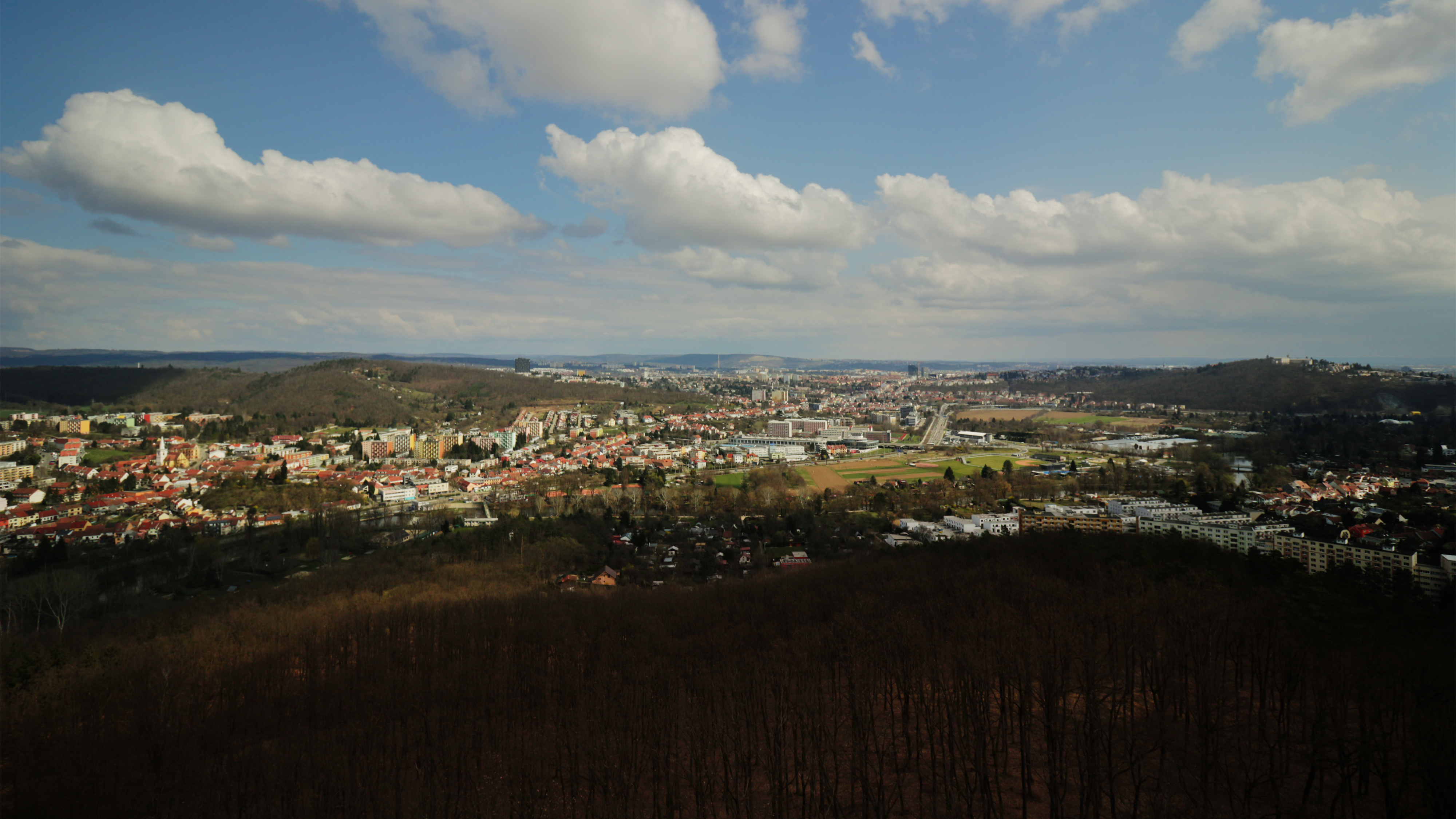
Pohled k centru Brna
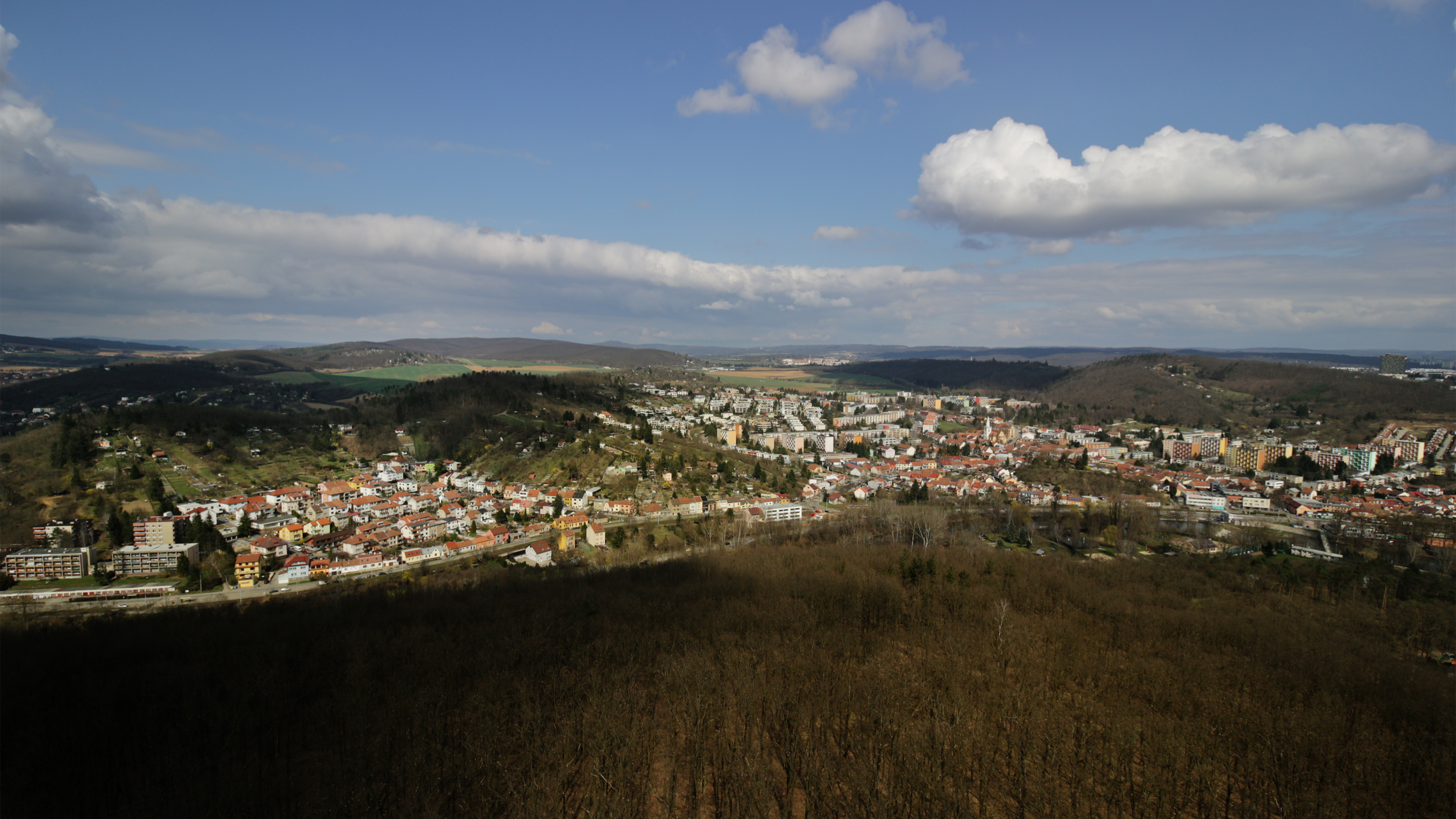
Pohled na Komín
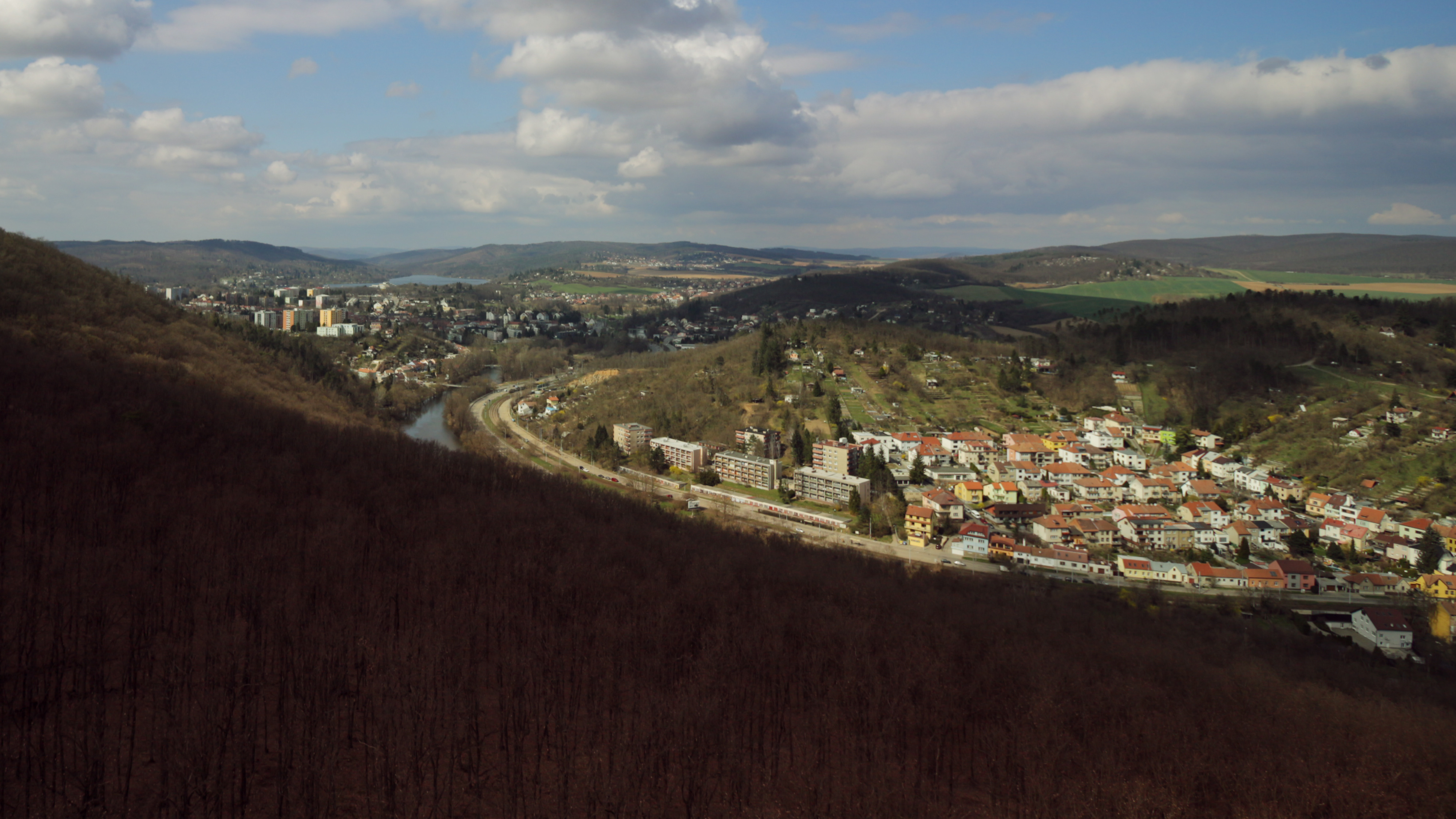
Pohled směrem k Bystrci
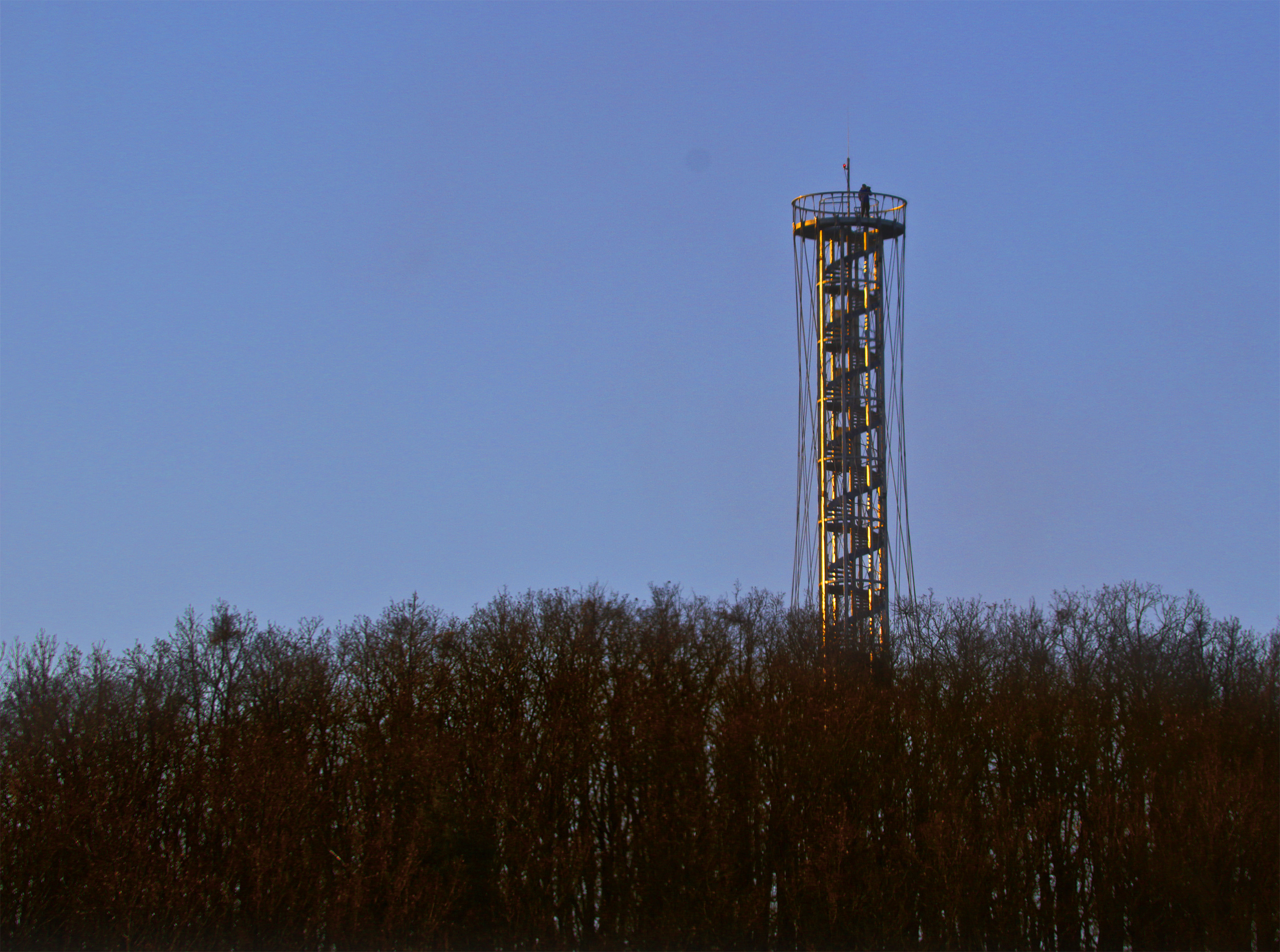